# دورة الكبريت الهجينة
دورة الكبريت الهجينة (HyS) عبارة عن دورة كيميائية حرارية مؤلفة من خطوتين ومعتمدة على تفاعلات أكسدة-اختزال يدخل فيها عنصر الكبريت بأشكال مختلفة محصّلتها انشطار الماء من أجل إنتاج الهيدروجين. تدعى هذه الدورة بالهجينة لاستخدامها تفاعلات كيميائية كهربائية بدلاً من الحرارية.

## وصف العملية
يمكن وصف تفاعلات دورة الكبريت الهجينة كالتالي:
1. (H2SO4(aq) → H2O(g) + SO2(g) + ½ O2(g (خطوة كيميائية حرارية T> 800 °C)
2. (SO2(aq) + 2 H2O(l) → H2SO4(aq) + H2(g (خطوة كيميائية كهربائية، T = 80-120 °C)

وتكون محصلة التفاعل:
(H2O(l) → H2(g) + ½ O2(g
تشير (g) إلى الحالة الغازية و (l) إلى الحالة السائلة و (aq) إلى حالة المحلول المائي للمواد الداخلة أو الناتجة من التفاعل.
يخضع ثنائي أكسيد الكبريت عند المصعد لحالة من عدم الاستقطاب، مما يقلل من الجهد القياسي للتفاعل عند الخطوة الثانية (إن الجهد القياسي للتفاعل عند الخطوة الثانية يبلغ -0.158 فولت عند 298.15 كلفن مقارنة مع -1.229 فولت لتحليل الماء وذلك عند انطلاق الكسجين بالتفاعل عند المصعد).

## اقرأ أيضاً
- دورة أكسيد الحديد
- دورة نحاس-كلور
- دورة كبريت-يود
- دورة زنك-أكسيد الزنك
- دورة أكسيد السيريوم الرباعي-أكسيد السيريوم الثلاثي
- دورة كيميائية